# Fletcher (Familienname)
Fletcher (englisch für Pfeilmacher) ist ein berufsständischer Familienname, der im englischsprachigen Raum auch als Vorname auftritt.

## Adelsgeschlecht in Sachsen
- Siehe Fletscher

## Namensträger

### A
- Afy Fletcher (* 1987), Cricketspielerin der West Indies
- Alan Fletcher (1931–2006), britischer Grafikdesigner
- Alfred Fletcher (Offizier, 1875) (1875–1959), deutscher Major und Politiker (DNVP)
- Alfred Fletcher (Offizier, 1939) (1939–2002), deutscher Brigadegeneral der Luftwaffe
- Alice Fletcher (1838–1923), US-amerikanische Ethnologin
- Allen M. Fletcher (1853–1922), amerikanischer Politiker
- Andre Fletcher (* 1987), grenadischer Cricketspieler
- Andrew Fletcher (Politiker) (Andrew Fletcher of Saltoun; 1655–1716), schottischer Politiker, Jurist und Patriot
- Andrew Fletcher (Musiker) (Andrew John Fletcher; 1961–2022), britischer Musiker, Gründungsmitglied von Depeche Mode
- Andrew Fletcher (Baseballschiedsrichter) (Andrew Jay Fletcher, Andy Fletcher; * 1966), US-amerikanischer Baseballschiedsrichter
- Ann Fletcher (* 1955), simbabwische Hockeyspielerin, siehe Ann Grant
- Anne Fletcher (* 1966), amerikanische Schauspielerin und Regisseurin
- Arthur George Murchison Fletcher (1878–1954), britischer Kolonialgouverneur

### B
- Banister Fletcher (1866–1953), britischer Architekt und Architekturhistoriker
- Benjamin Fletcher (1640–1703), englischer Kolonialgouverneur
- Bramwell Fletcher (1904–1988), britischer Schauspieler
- Brendan Fletcher (Filmemacher), australischer Filmemacher
- Brendan Fletcher (Schauspieler) (* 1981), kanadischer Schauspieler
- Bryan Fletcher (Rugbyspieler) (* 1974), australischer Rugby-League-Spieler
- Bryan Fletcher (Footballspieler) (* 1979), US-amerikanischer Footballspieler
- Bryan Fletcher (Nordischer Kombinierer) (* 1986), US-amerikanischer Nordischer Kombinierer

### C
- Cari Elise Fletcher (* 1994), US-amerikanische Sängerin siehe Fletcher (Sängerin)
- Carl Fletcher (* 1980), walisischer Fußballspieler
- Caroline Fletcher (1906–1998), US-amerikanische Wasserspringerin
- Charles K. Fletcher (1902–1985), US-amerikanischer Politiker
- Chuck Fletcher (* 1967), kanadischer Eishockeyfunktionär
- Chris Fletcher, US-amerikanischer Biathlet
- Cliff Fletcher (* 1935), kanadischer Eishockeyfunktionär
- Colin Fletcher (Schriftsteller) (1922–2007), britischer Abenteurer und Schriftsteller
- Colin Fletcher (Soziologe), britischer Soziologe und Organisationsforscher
- Colin Fletcher (Squashspieler) (* um 1946), südafrikanischer Squashspieler
- Colin Fletcher (Bischof) (* 1950), britischer Geistlicher, Bischof von Dorchester
- Colin Fletcher (Kampfsportler) (* 1983), britischer Kampfsportler

### D
- Darren Fletcher (* 1984), schottischer Fußballspieler
- David Fletcher (Baseballspieler) (* 1994), US-amerikanischer Baseballspieler
- David Fletcher (Cartoonist) (* 1952), neuseeländischer Cartoonist
- David Fletcher (Cricketspieler) (1925–2015), britischer Cricketspieler
- David Fletcher (Historiker) (* 1942), britischer Militärhistoriker
- David Fletcher (Musiker) (1971–2009), britischer Musiker
- David Fletcher (Radsportler) (* 1989), britischer Radsportler
- David Stephen Fletcher (* 1919), Schmetterlingskundler
- Dexter Fletcher (* 1966), britischer Schauspieler
- Douglas Fletcher (1917–2000), jamaikanischer Rechtsanwalt, Politiker und Diplomat
- Duncan Fletcher (Cricketspieler) (* 1948), simbabwischer Cricketspieler
- Duncan U. Fletcher (1859–1936), US-amerikanischer Politiker
- Dylan Fletcher (* 1988), britischer Segler

### E
- Edward Fletcher (* 1970), US-amerikanischer Schauspieler
- Elbie Fletcher (1916–1994), US-amerikanischer Baseballspieler
- Elliot Fletcher (* 1996), US-amerikanischer Schauspieler
- Eric Fletcher, Baron Fletcher (1903–1990), britischer Politiker
- Ernie Fletcher (* 1952), US-amerikanischer Politiker

### F
- Frank Fletcher (Philologe) (1870–1954), britischer Altphilologe
- Frank Fletcher (Rennfahrer), britischer Motorradrennfahrer
- Frank Friday Fletcher (1855–1928), US-amerikanischer Admiral
- Frank Jack Fletcher (1885–1973), US-amerikanischer Admiral
- Frank Thomas Herbert Fletcher (1898–1977), britischer Romanist

### G
- Gary Taylor-Fletcher (* 1981), englischer Fußballspieler
- Geoffrey Fletcher (* 1970), US-amerikanischer Drehbuchautor und Hochschullehrer
- Gilbert Fletcher (1911–1992), US-amerikanischer Radiologe
- Giles Fletcher der Ältere, englischer Dichter und Diplomat
- Giles Fletcher der Jüngere, englischer Kleriker und Dichter
- Guy Fletcher (* 1960), englischer Musiker

### H
- H. L. V. Fletcher (Harry Lutf Verne Fletcher; 1902–1974), britischer Romanschriftsteller und Sachbuchautor
- Harold Roy Fletcher (1907–1978), englischer Botaniker
- Harvey Fletcher (1884–1981), US-amerikanischer Physiker
- Henry Fletcher Hance (1827–1886), britischer Diplomat und Botaniker
- Henry A. Fletcher (1839–1897), US-amerikanischer Politiker
- Henry P. Fletcher (1873–1959), US-amerikanischer Diplomat und Politiker
- Horace Fletcher (1849–1919), US-amerikanischer Ernährungsreformer

### I
- Isaac Fletcher (Politiker, 1784) (1784–1842), US-amerikanischer Politiker
- Isaac Fletcher (Politiker, 1827) (1827–1879), britischer Politiker
- Isaac Fletcher (Fußballspieler) (* 2002), englischer Fußballspieler

### J
- J. S. Fletcher (Joseph Smith Fletcher; 1863–1935), englischer Journalist und Schriftsteller
- James Fletcher (Unternehmer) (1886–1974), neuseeländischer Unternehmer
- James Fletcher (Politiker), Politiker und ehemaliger Minister aus St. Lucia
- James C. Fletcher (1919–1991), US-amerikanischer Physiker, Hochschullehrer und NASA-Administrator
- James H. Fletcher (1835–1917), US-amerikanischer Politiker
- Jarrod Fletcher (* 1983), australischer Boxer
- Jean Bodman Fletcher (1915–1965), US-amerikanische Architektin
- Jennie Fletcher (1890–1968), britische Freistil-Schwimmerin
- Jessica Fletcher (* 1992), englische Badmintonspielerin
- Joann Fletcher (* 1966), britische Archäologin
- Joe Fletcher (* 1976), kanadischer Fußballschiedsrichterassistent
- John Fletcher (Dramatiker) (1579–1625), englischer Dramatiker
- John William Fletcher (1729–1785), britischer methodistischer Theologe
- John Fletcher (Musiker) (1941–1987), englischer Musiker
- John G. Fletcher (1934–2012), US-amerikanischer Informatiker
- John Walter Fletcher (1847–1918), australischer Fußballfunktionär
- Joseph Fletcher (1905–1991), US-amerikanischer Theologe, Ethiker und Hochschullehrer
- Jourdaine Fletcher (* 1997), jamaikanischer Fußballspieler
- Julie Fletcher (* 1974), englische Fußballspielerin
- Justin Fletcher (* 1983), US-amerikanischer Eishockeyspieler

### K
- Keith Fletcher (* 1944), englischer Cricketspieler
- Ken Fletcher (1940–2006), australischer Tennisspieler
- Kendall Fletcher (* 1984), US-amerikanische Fußballspielerin

### L
- Lazarus Fletcher (1854–1921), britischer Mineraloge und Direktor des Natural History Museum
- Lee Fletcher (1966–2009), US-amerikanischer Politiker und Fernsehmoderator
- Lizzie Fletcher (* 1975), US-amerikanische Politikerin
- London Fletcher (* 1975), amerikanischer Footballspieler
- Loren Fletcher (1833–1919), amerikanischer Politiker
- Louise Fletcher (1934–2022), US-amerikanische Schauspielerin
- Lucille Fletcher (1912–2000), US-amerikanische Schriftstellerin, Drehbuch- und Hörspielautorin

### M
- Margaret Fletcher (1862–1943),  englisch-britische Autorin, Künstlerin und Frauenbildungsaktivistin
- Mary Aubrey-Fletcher, 8. Baroness Braye (* 1941), britische Peeress und Politikerin (parteilos)
- Mylie Fletcher, kanadischer Sportschütze, Olympiateilnehmer 1908

### N
- Nick Fletcher (Filmeditor) (Nicholas Fletcher, * 1967), britischer Filmeditor
- Nick Fletcher (Politiker) (Nicholas Anthony Fletcher, * 1972), britischer Politiker

### P
- Pam Fletcher (* 1963), amerikanische Skirennläuferin
- Paul Fletcher (* 1951), englischer Fußballspieler
- Peter Fletcher (1916–1999), britischer Offizier der Luftstreitkräfte des Vereinigten Königreichs
- Phineas Fletcher (1582–1650), englischer Dichter und Geistlicher
- Prue Fletcher, Spezialeffektkünstler

### R
- Reginald Fletcher, 1. Baron Winster (1885–1961), britischer Politiker (Liberal Party, Labour Party)
- Richard Fletcher (Bischof) (1545–1596), englischer Geistlicher, Bischof der Anglikanischen Kirche
- Richard Fletcher, 1. Baronet (1768–1813), britischer Adliger, Offizier und Ingenieur
- Richard Fletcher (Politiker) (1788–1869), US-amerikanischer Politiker
- Richard Fletcher (Rugbyspieler) (* 1981), englischer Rugby-League-Spieler
- Richard Fletcher-Vane, 2. Baron Inglewood (* 1951), britischer Politiker
- Richard A. Fletcher (1944–2005), britischer Historiker
- Robert Fletcher (1922–2021), US-amerikanischer Kostümbildner
- Robert James Fletcher (1877–1965), britischer Abenteurer und Autor
- Roger Fletcher (Mathematiker) (1939–2016), britischer Mathematiker
- Roger Fletcher (Comiczeichner) (* 1949), australischer Comiczeichner und Illustrator
- Rosey Fletcher (* 1975), US-amerikanische Snowboarderin
- Ryan Fletcher (* 1983), schottischer Schauspieler
- Ryland Fletcher (1799–1885), US-amerikanischer Politiker

### S
- Sara Fletcher (* 1983), US-amerikanische Schauspielerin, Synchronsprecherin, Filmproduzentin, Drehbuchautorin und Model
- Saul Fletcher (1967–2020), britischer Künstler
- Sherry Fletcher (* 1986), grenadische Sprinterin
- Steve Fletcher (* 1972), englischer Fußballspieler
- Steven Fletcher (* 1987), schottischer Fußballspieler
- Susan Fletcher (Schriftstellerin, 1951) (* 1951), amerikanische Schriftstellerin
- Susan Fletcher (Schriftstellerin, 1979) (* 1979), britische Schriftstellerin

### T
- Taylor Fletcher (* 1990), US-amerikanischer Skispringer und Nordischer Kombinierer
- Tex Fletcher (1910–1987), amerikanischer Countrysänger
- Thomas Fletcher (Politiker) (1779–nach 1825), US-amerikanischer Politiker (Kentucky)
- Thomas B. Fletcher (1879–1945), US-amerikanischer Politiker
- Thomas Bainbrigge Fletcher (1878–1950), britischer Schmetterlingskundler
- Thomas Clement Fletcher (1827–1899), US-amerikanischer Politiker
- Thomas Fletcher (Footballspieler) (* 1998/99), US-amerikanischer American-Football-Spieler

### W
- Walter Morley Fletcher (1873–1933), britischer Physiologe
- Wilby Fletcher (1954–2009), US-amerikanischer Jazz-Schlagzeuger
- Will Fletcher, britischer Schauspieler
- William Fletcher (Cutter), Filmcutter
- William Fletcher (Ruderer), britischer Rudersportler
- William Fletcher Shaw (1878–1961), britischer Chirurg, Gynäkologe und Geburtshelfer
- William Fletcher-Vane, 1. Baron Inglewood (1909–1989), britischer Peer
- William Richard Fletcher-Vane, 2. Baron Inglewood (* 1951), britischer Peer und Politiker

### Y
- Yasmeen Fletcher (* 2003), US-amerikanische Schauspielerin und Sängerin

### Fiktive Personen
- Mundungus Fletcher, siehe Figuren der Harry-Potter-Romane #Mundungus Fletcher